# Občina Glavinica
Občina Glavinica je občina v provinci Silistra na severovzhodu Bolgarijie. Leži ob desnem bregu reke Donave v Podonavski nižini na območju južne Dobrudže. Ime je dobila po upravnem središču - mestu Glavinica. 
Občina zajema 481,23 km² ozemlja na katerem živi 12.610 prebivalcev (decembra 2009).

## Naselja
Občino Glavinitsa sestavlja 23 krajev:
| Mesto / vas      | Bolgarsko ime   | Prebivalstvo (December 2009) |
| ---------------- | --------------- | ---------------------------- |
| Glavinica        | Главиница       | 1.928                        |
| Baštino          | Бащино          | 167                          |
| Bogdantsi        | Богданци        | 699                          |
| Černogor         | Черногор        | 451                          |
| Dičevo           | Дичево          | 471                          |
| Dolno Ryahovo    | Долно Ряхово    | 405                          |
| Kalugerene       | Калугерене      | 551                          |
| Kolarovo         | Коларово        | 369                          |
| Kosara           | Косара          | 213                          |
| Slušalke         | Листец          | 583                          |
| Malak Preslavets | Малък Преславец | 365                          |
| Nozharevo        | Ножарево        | 572                          |
| Osen             | Осен            | 144                          |
| Padina           | Падина          | 415                          |
| Podles           | Подлес          | 187                          |
| Sokol            | Сокол           | 353                          |
| Kosara           | Стефан Караджа  | 1.031                        |
| Suhodol          | Суходол         | 775                          |
| Valkan           | Вълкан          | 383                          |
| Zaritsa          | Зарица          | 446                          |
| Zafirovo         | Зафирово        | 933                          |
| Zvenimir         | Звенимир        | 454                          |
| Zebil            | Зебил           | 715                          |
| Skupaj           |                 | 12.610                       |

## Upad prebivalstva
V občina Glavinica se populacija zmanjšuje. V zadnjem desetletju se je število rojstev zmanjšalo, število umrlih pa se je znatno povečalo.
|      | Prebivalstvo | Rojstva | Smrti | Naravni prirast | Rodnost (‰) | Smrtnost (‰) |
| ---- | ------------ | ------- | ----- | --------------- | ----------- | ------------ |
| 2000 | 14.662       | 126     | 203   | −77             | 8.6         | 13.8         |
| 2001 | 13.743       | 126     | 201   | −75             | 9.2         | 14.6         |
| 2002 | 13.693       | 114     | 244   | −130            | 8.3         | 17.8         |
| 2003 | 13.564       | 118     | 201   | −83             | 8.7         | 14.8         |
| 2004 | 13.400       | 91      | 184   | −93             | 6.8         | 13.7         |
| 2005 | 13.298       | 110     | 193   | −83             | 8.3         | 14.5         |
| 2006 | 13.077       | 93      | 201   | −108            | 7.1         | 15.4         |
| 2007 | 12.959       | 122     | 203   | −81             | 9.4         | 15.7         |
| 2008 | 12.767       | 116     | 209   | −93             | 9.1         | 16.4         |
| 2009 | 12.610       | 122     | 162   | −40             | 9.7         | 12.8         |
| 2010 | 12.445       | 98      | 184   | −86             | 7.9         | 14.8         |
| 2011 | 10.797       | 95      | 198   | −103            | 8.8         | 18.3         |
| 2012 | 10.642       | 96      | 208   | −112            | 9.0         | 19.5         |
| 2013 | 10.553       | 103     | 171   | −68             | 9.8         | 16.2         |
| 2014 | 10.407       | 93      | 202   | −109            | 8.9         | 19.4         |
| 2015 | 10.360       | 98      | 197   | 99              | 9.5         | 19.0         |
| 2016 | 10.243       | 91      | 166   | −75             | 8.9         | 16.2         |
| 2017 | 10.085       | 82      | 169   | −87             | 8.1         | 16.8         |
| 2018 | 9.897        | 73      | 206   | -133            | 7.4         | 20.8         |

## Prebivalstvo
| Narodna sestava v Občini Glavinitsa (2011) | Narodna sestava v Občini Glavinitsa (2011) | Narodna sestava v Občini Glavinitsa (2011) | Narodna sestava v Občini Glavinitsa (2011) | Narodna sestava v Občini Glavinitsa (2011) |
| ------------------------------------------ | ------------------------------------------ | ------------------------------------------ | ------------------------------------------ | ------------------------------------------ |
|                                            |                                            |                                            |                                            |                                            |
| Bolgari                                    | Bolgari                                    |                                            | 29.2%                                      | 29.2%                                      |
| Turki                                      | Turki                                      |                                            | 68.0%                                      | 68.0%                                      |
| Romi                                       | Romi                                       |                                            | 2.2%                                       | 2.2%                                       |
| Ostali                                     | Ostali                                     |                                            | 0.6%                                       | 0.6%                                       |

### Narodna sestava
V občini Glavinica prevladujejo Turki, sledijo jim Bolgari in majhna Romska skupnost. Po popisu prebivalstva leta 2011 je prevladovala populacija islamske vere.
| Verska sestava v Občini Glavinitsa | Verska sestava v Občini Glavinitsa | Verska sestava v Občini Glavinitsa | Verska sestava v Občini Glavinitsa | Verska sestava v Občini Glavinitsa |
| ---------------------------------- | ---------------------------------- | ---------------------------------- | ---------------------------------- | ---------------------------------- |
|                                    |                                    |                                    |                                    |                                    |
| Pravoslavni kristjani              | Pravoslavni kristjani              |                                    | 27.2%                              | 27.2%                              |
| Rimokatoliki                       | Rimokatoliki                       |                                    | 0.4%                               | 0.4%                               |
| Protestanti                        | Protestanti                        |                                    | 0.2%                               | 0.2%                               |
| Islamska vera                      | Islamska vera                      |                                    | 70.1%                              | 70.1%                              |
| Ne verni                           | Ne verni                           |                                    | 0.4%                               | 0.4%                               |
| Ostali                             | Ostali                             |                                    | 1.7%                               | 1.7%                               |